# Zeb Kyffin
Zeb Kyffin, né le 23 février 1998 à Eindhoven, est un coureur cycliste britannique.

## Biographie
Originaire d'Eindhoven, Zeb Kyffin vit aux Pays-Bas jusqu'à ses douze ans. Il grandit ensuite à Newcastle upon Tyne en Angleterre. Très tôt intéressé par le cyclisme, il pratique ce sport depuis son plus jeune âge,. Il ne délaisse pas pour autant ses études en suivant un bachelor en design à l'université de Northumbria. 
Entre 2019 et 2022, il évolue au sein de l'équipe continentale Ribble Weldtite. Bon rouleur, il décroche quelques victoires et diverses places d'honneur dans des courses britanniques. Il se fait aussi remarquer durant sa quatrième saison en participant à une échappée sur la dernière étape du Tour de Grande-Bretagne. 
En 2023, il rejoint la formation Saint Piran. Pour la première fois de sa carrière, il se consacre entièrement au cyclisme. Sous ses nouvelles couleurs, il réalise sa meilleure saison en terminant deuxième du Kreiz Breizh Elites, sixième du relevé Tour de Grande-Bretagne ou encore dixième de la Muur Classic Geraardsbergen. Il obtient également de bons résultats dans le calendrier national britannique. 

## Palmarès et résultats

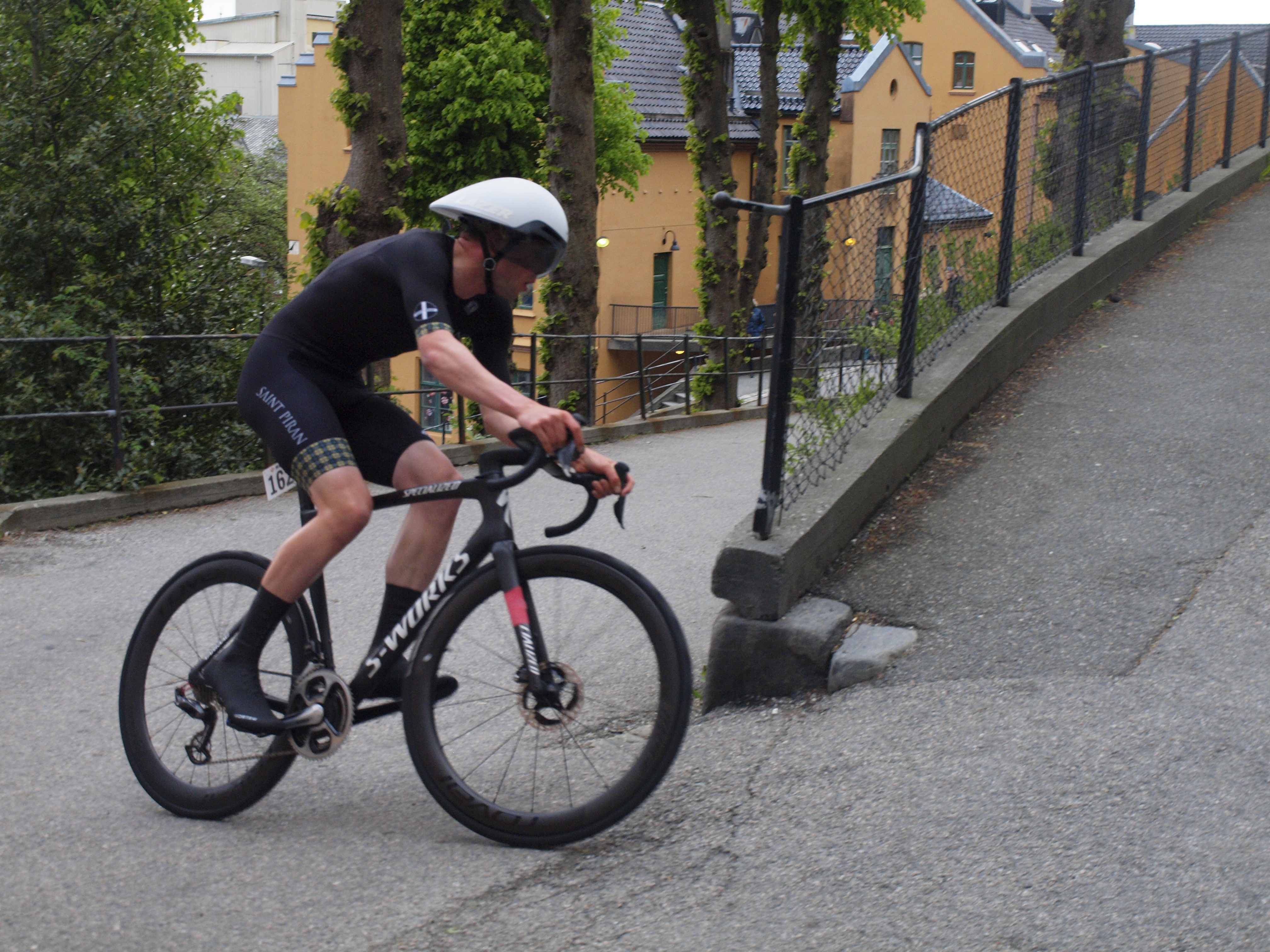
Zeb Kyffin lors du Tour de Norvège 2023

### Palmarès par année
- 2019
  - 2e étape du Tour of the North
- 2020
  - 3e étape de la Manx International Stage Race (contre-la-montre)
- 2023
  - National Road Series
  - Lancaster Grand Prix
  - 2e du Lincoln Grand Prix
  - 2e du Kreiz Breizh Elites
  - 2e du Ryedale Grand Prix
  - 3e de la Perfs Pedal Race

### Classements mondiaux
| Année                                 | 2023 | 2024  |
| ------------------------------------- | ---- | ----- |
| Classement mondial                    | 577e | 2448e |
| UCI Europe Tour                       | 425e | nc    |
|                                       |      |       |
| Légende : nc = non classéSource : UCI |      |       |